# "A" de adulterio
A de adulterio es el estreno de la escritora Sue Grafton en la serie de novelas de misterio protagonizada por Kinsey Millhone Alfabeto del crimen, publicada por primera vez en 1982. El libro se sitúa en la ciudad ficticia de Santa Teresa, inspirada en Santa Bárbara, al sur de California, en Estados Unidos. Grafton admite haber concebido la historia tras "fantasear" con asesinar a su exesposo mientras vivían el proceso de divorcio. La idea de asesinar sustituyendo el contenido de una caja de antihistamínicos por adelfa machacada significaba que una coartada carecía de valor, ya que el contenido de la tableta podría haber sido cambiado mucho antes de que la víctima llegara a ingerirlas.
La primera edición de A de adulterio fue de 7.500 copias, con un total de ventas de aproximadamente 6.000.

## Argumento
A de adulterio presenta a Kinsey Millhone, de 32 años, una detective privada. Investiga la muerte del famoso abogado matrimonial Laurence Fife. Su asesinato ocho años atrás fue atribuido a su esposa, Nikki Fife, quien contrata a Kinsey una vez que sale de prisión para encontrar al verdadero asesino. En el curso de la investigación, Kinsey se involucra con Charlie Scorsoni, el antiguo socio de Fife. Descubre que la muerte de Fife está vinculada a la de una mujer en Los Ángeles, la contadora de su bufete de abogados; ambos mueren después de ingerir cápsulas de adelfa venenosa, que habían sustituido a otras cápsulas usadas contra la alergia. Kinsey investiga a los padres de la contadora y a su antiguo novio. Luego viaja hasta Las Vegas para entrevistarse con la exsecretaria de Fife, Sharon Napier, que es asesinada minutos antes de llegar Kinsey. De vuelta en California, le desconcierta que el hijo de Nikki, Colin, reconozca a la primera mujer de Laurence, Gwen, en una fotografía. Kinsey conjetura que Gwen estaba teniendo una aventura con su exmarido los días anteriores a su muerte. Acusa a Gwen, quien confiesa. Justo después de esto, también muere en un accidente de coche.
Kinsey ha resuelto el caso para el cual fue contratada, pero en un giro del argumento descubre que los datos previos que poseía sobre la muerte de la contadora estaban completamente equivocados: de hecho, fue Scorsoni quien la asesinó cuando descubrió que estaba malversando dinero de los fondos de inversión. Usó el mismo método que Gwen para matar a Fife, para que pensaran que la misma persona había cometido ambos asesinatos. En una confrontación final, persigue a Kinsey a través de la playa armado con un cuchillo. Antes de que pueda matarla, ella le da muerte de un disparo de pistola.